# Lepidostoma pilosum
Lepidostoma pilosum är en nattsländeart som beskrevs av Navás 1928. Lepidostoma pilosum ingår i släktet Lepidostoma och familjen kantrörsnattsländor. Inga underarter finns listade i Catalogue of Life.